# بانية العظم
الخلية بانية العظم (بالإنجليزية: Osteoblast)‏ هي خلية ذات نواة واحدة تُصنّع العظم. لكن عند تكوين العظام تعمل بانية العظم على هيئة مجموعة خلايا متصلة، حيث لا تستطيع الخلية الواحدة تكوين عظم. عادة ما تسمى مجموعة بانيات العظم مع العظم نفسه المكون من مجموعة خلايا بالعظمون.
إن بانيات العظم خلايا متخصصة ومتمايزة، مشتقة أصلا من الخلايا الجذعية الميزنكيمية. هذه الخلايا تصنع ألياف كولاجينية كثيفة وشبكية، وبروتينات متخصصة بكميات أقل، بما في ذلك الأوستيوكالسين والأوستيوبونتين، اللذان يشكلان المصفوفة العضوية للعظم.
تنتج بانيات العظم -على هيئة مجموعات منظمة من الخلايا المتصلة- الهيدروكسيل أباتيت (معدن العظام)، الذي يترسب بطريقة منظمة للغاية، في المصفوفة العضوية مكونا نسيجًا معدنيًا قويًا وكثيفًا - المصفوفة المعدنية. الهيكل العظمي المعدني هو الدعامة الرئيسية لأجسام الفقاريات التي تتنفس الهواء. إنه مخزن مهم للمعادن للتوازن الفسيولوجي بما في ذلك التوازن الحمضي القاعدي وصيانة الكالسيوم أو الفوسفات.

## روابط خارجية
- William F. Neuman and Margaret W. Neuman. (1958). The Chemical Dynamics of Bone Mineral. Chicago: The University of Chicago Press. ISBN 0-226-57512-8.
- فرانك نيتتير Netter, Frank H. (1987). Musculoskeletal system: anatomy, physiology, and metabolic disorders. Summit, New Jersey: Ciba-Geigy Corporation ISBN 0-914168-88-6.